# Adam Freeman-Pask
Adam Freeman-Pask (19 de junio de 1985) es un deportista británico que compitió en remo.
Ganó una medalla de bronce en el Campeonato Mundial de Remo de 2013 y una medalla de plata en el Campeonato Europeo de Remo de 2012, ambas en la prueba de cuatro sin timonel ligero.

## Palmarés internacional
| Campeonato Mundial | Campeonato Mundial      | Campeonato Mundial | Campeonato Mundial        |
| Año                | Lugar                   | Medalla            | Prueba                    |
| ------------------ | ----------------------- | ------------------ | ------------------------- |
| 2013               | Chungju (Corea del Sur) | Medalla de bronce  | Cuatro sin timonel ligero |
| Campeonato Europeo |                         |                    |                           |
| Año                | Lugar                   | Medalla            | Prueba                    |
| 2012               | Varese (Italia)         | Medalla de plata   | Cuatro sin timonel ligero |